# Wangauer Ache
Wangauer Ache är ett vattendrag i Österrike.   Det ligger i förbundslandet Oberösterreich, i den centrala delen av landet, 230 km väster om huvudstaden Wien. Wangauer Ache ligger vid sjön Mondsee.
I omgivningarna runt Wangauer Ache växer i huvudsak blandskog. Runt Wangauer Ache är det ganska tätbefolkat, med 129 invånare per kvadratkilometer.